# Binarovo jezero
Binarovo jezero je vodní plocha o rozloze 1,0 ha vzniklá jako pozůstatek mrtvého ramene řeky Orlice po provedení regulace Orlice  v dvacátých letech 20. století. Nachází se asi 0,9 km severovýchodně od Malšovického jezu a je využívána jako mimopstruhový rybářský revír.

## Galerie

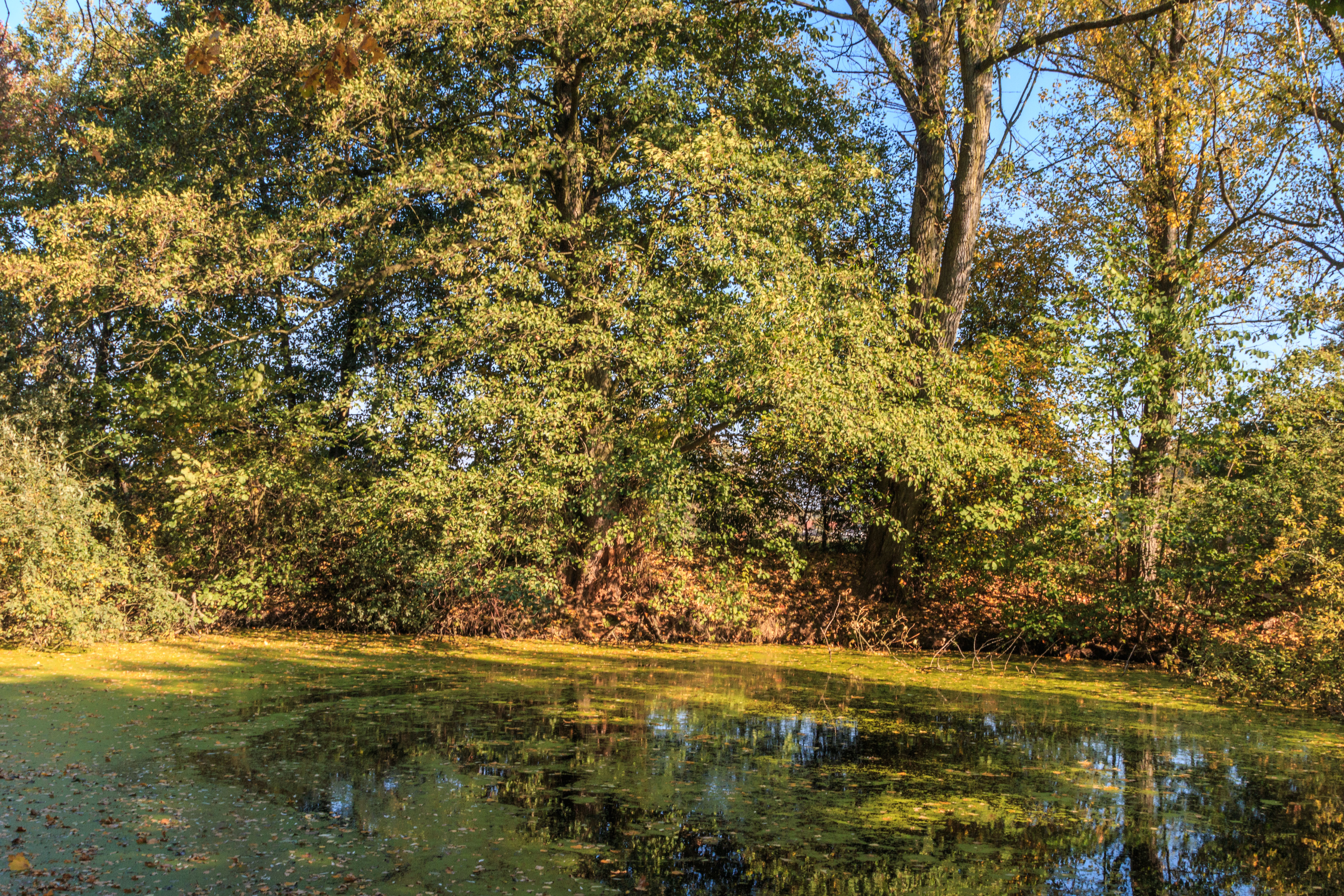
Binarovo jezero – mrtvé rameno řeky Orlice
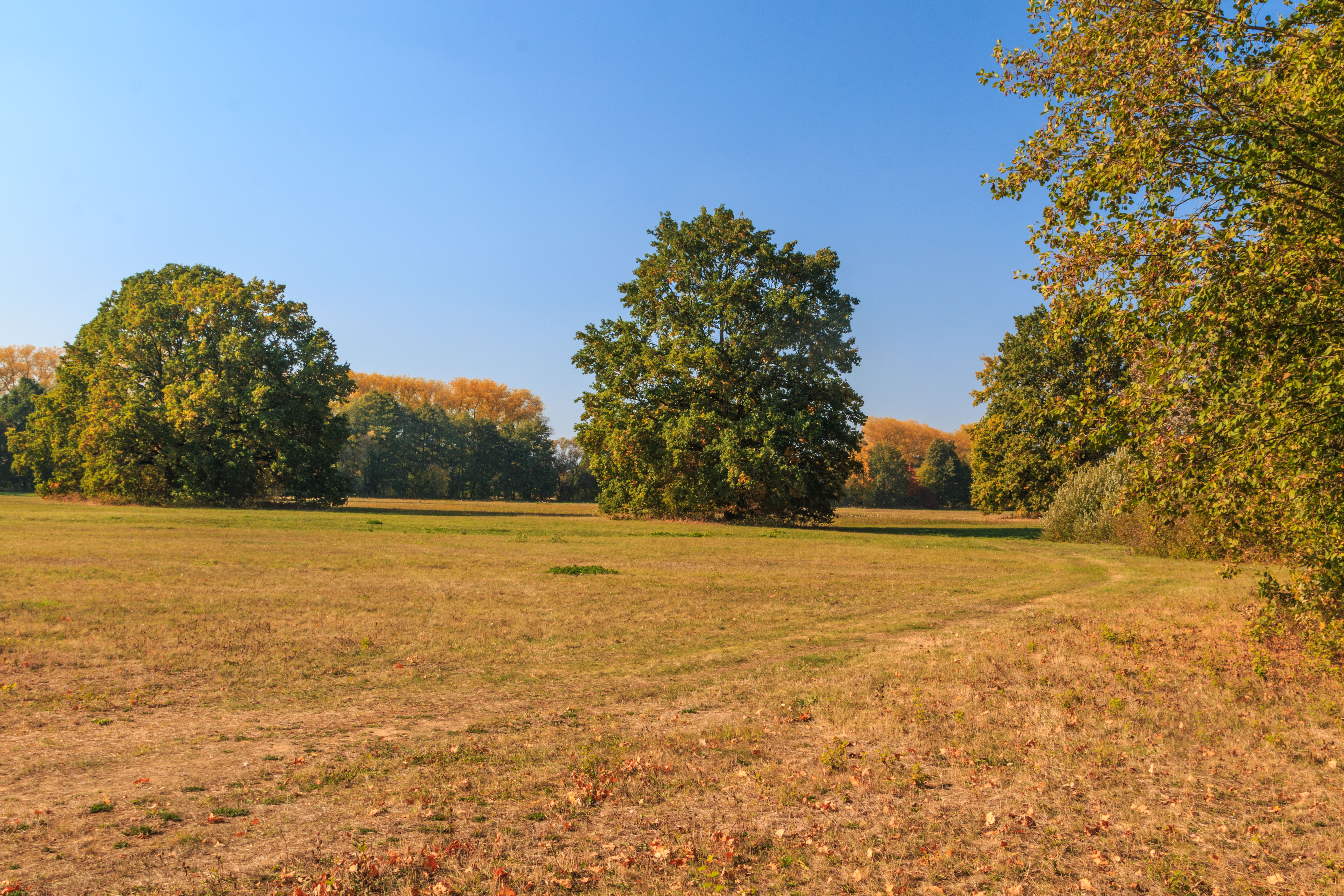
Binarovo jezero – mrtvé rameno řeky Orlice
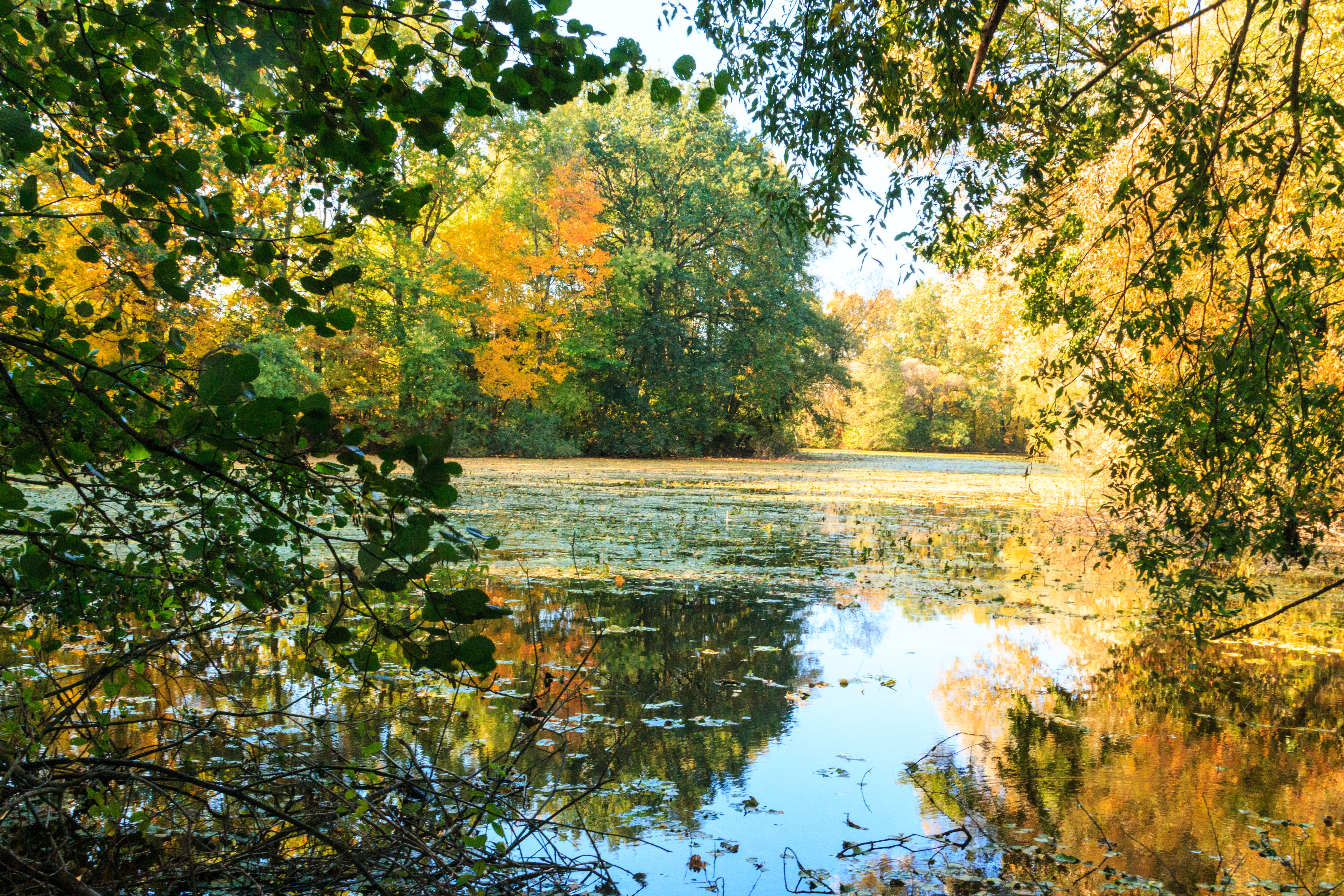
Binarovo jezero – mrtvé rameno řeky Orlice
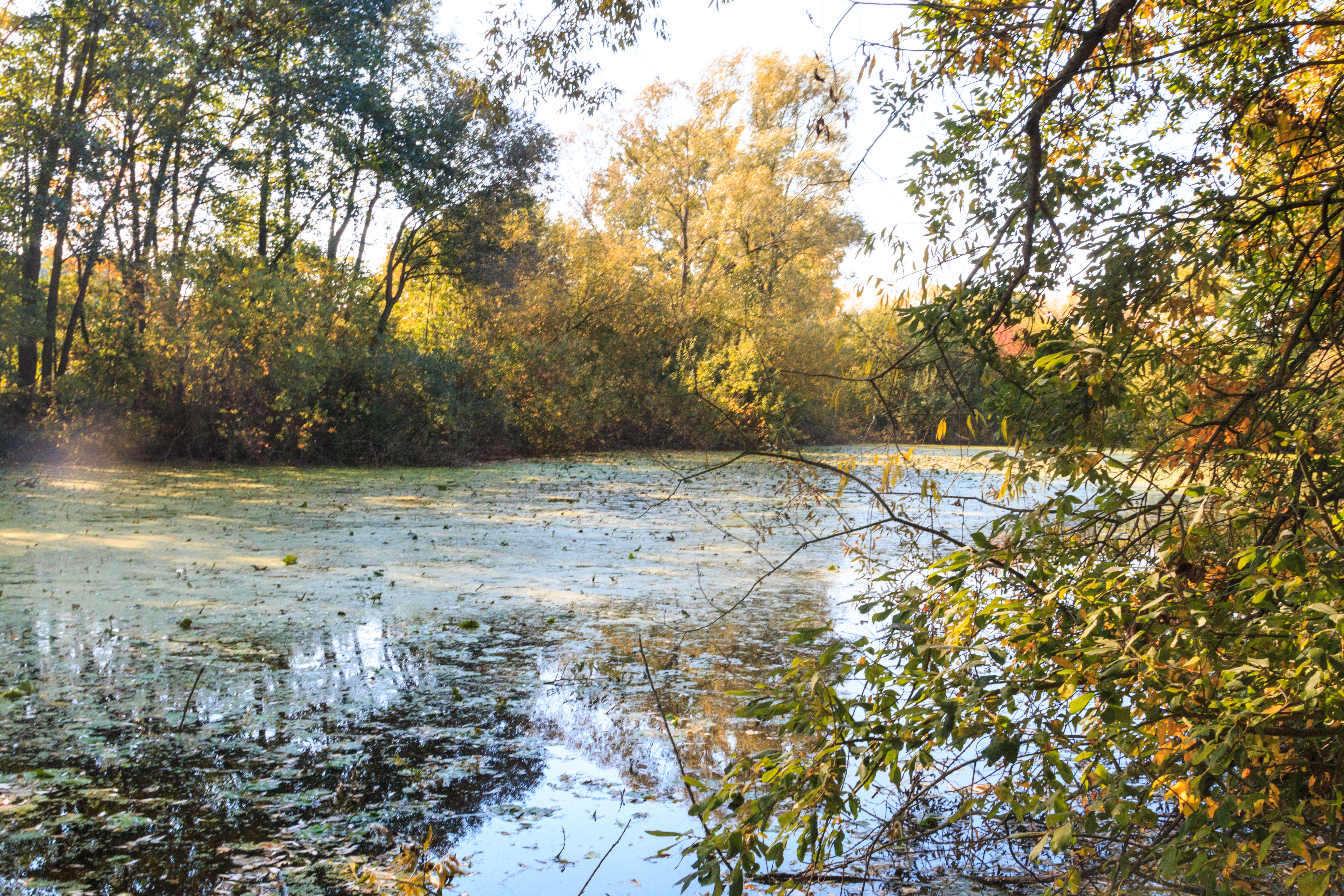
Binarovo jezero – mrtvé rameno řeky Orlice